# Bin Allal
Bin Allal – miasto w Algierii, w prowincji Ajn ad-Dafla.